# Microscòpia d'excitació de dos fotons

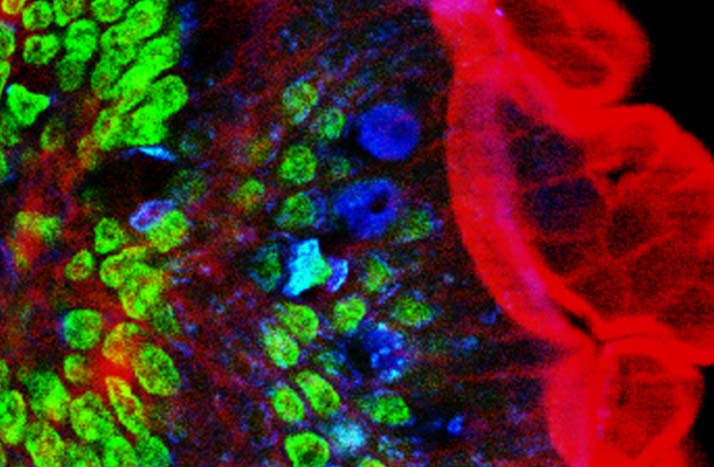
Microscòpia d'excitació de dos fotons de l'intestí del ratolí. Vermell: actina. Verd: nuclis cel·lulars. Blau: moc de cèl·lules caliciformes. S'obté a 780 nm mitjançant un làser Ti-safir.

La microscòpia d'excitació de dos fotons (TPEF o 2PEF) és una tècnica d'imatge de fluorescència que és especialment adequada per a la dispersió d'imatges de teixit viu de fins a un mil·límetre de gruix. A diferència de la microscòpia de fluorescència tradicional, on la longitud d'ona d'excitació és més curta que la longitud d'ona d'emissió, l'excitació de dos fotons requereix excitació simultània de dos fotons amb una longitud d'ona més llarga que la llum emesa. El làser es centra en una ubicació específica del teixit i s'escaneja a través de la mostra per produir seqüencialment la imatge. A causa de la no linealitat de l'excitació de dos fotons, principalment els fluoròfors del focus del feix làser de la mida d'un micròmetre són excitats, la qual cosa dona lloc a la resolució espacial de la imatge. Això contrasta amb la microscòpia confocal, on la resolució espacial es produeix per la interacció del focus d'excitació i la detecció confinada amb un forat.

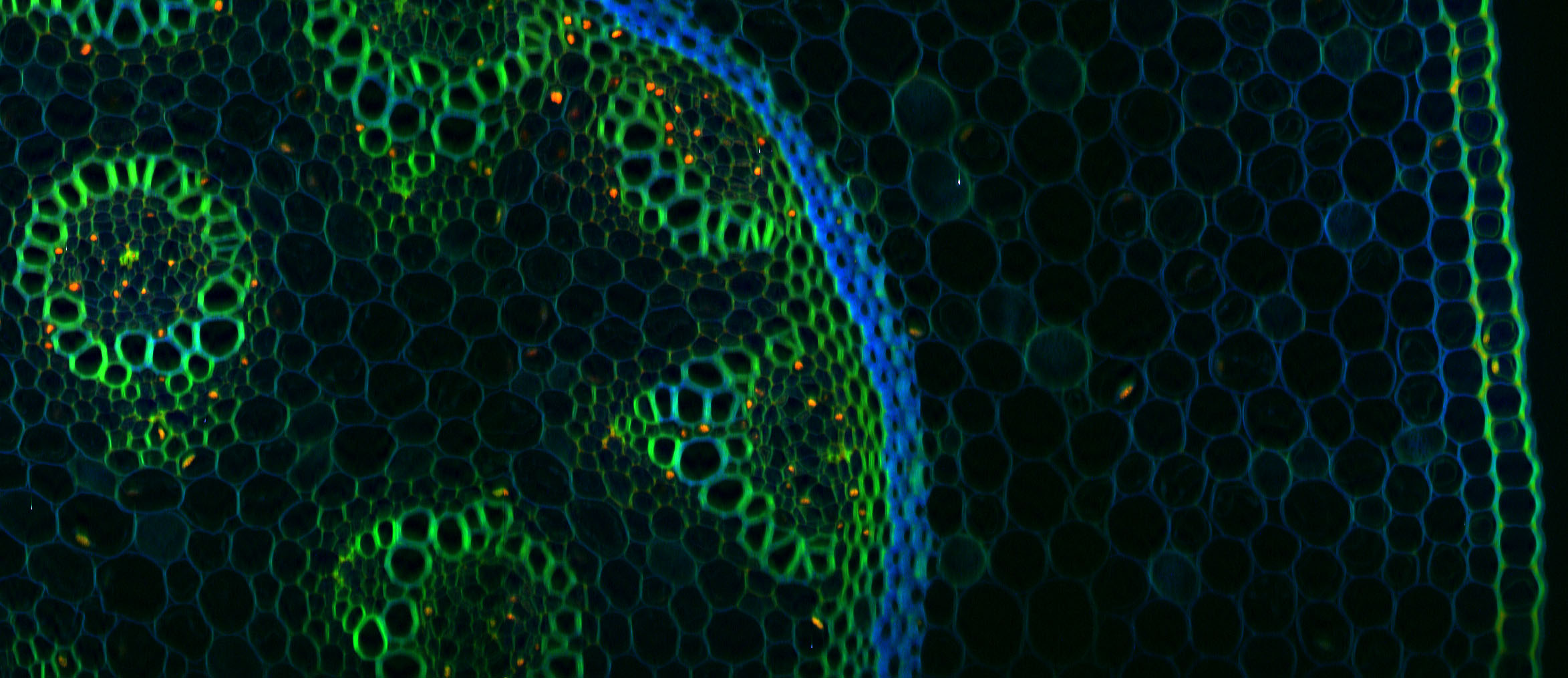
Imatge de fluorescència de dos fotons (verd) d'una secció transversal de rizoma acolorida amb lliri de la vall. L'emoció és a 840 nm, i els colors vermell i blau representen altres canals de tècniques multifotòniques que s'han superposat.

## Funcionament
La microscòpia d'excitació de dos fotons normalment utilitza llum d'excitació d'infrarojos propers (NIR) que també pot excitar colorants fluorescents. L'ús de llum infraroja minimitza la dispersió al teixit perquè la llum infraroja es dispersa menys en els teixits biològics típics. A causa de l'absorció multifotònica, el senyal de fons es suprimeix fortament. Ambdós efectes condueixen a una major profunditat de penetració d'aquesta tècnica. L'excitació de dos fotons pot ser una alternativa superior a la microscòpia confocal a causa de la seva penetració més profunda dels teixits, la detecció eficient de la llum i el fotoblanqueig reduït.

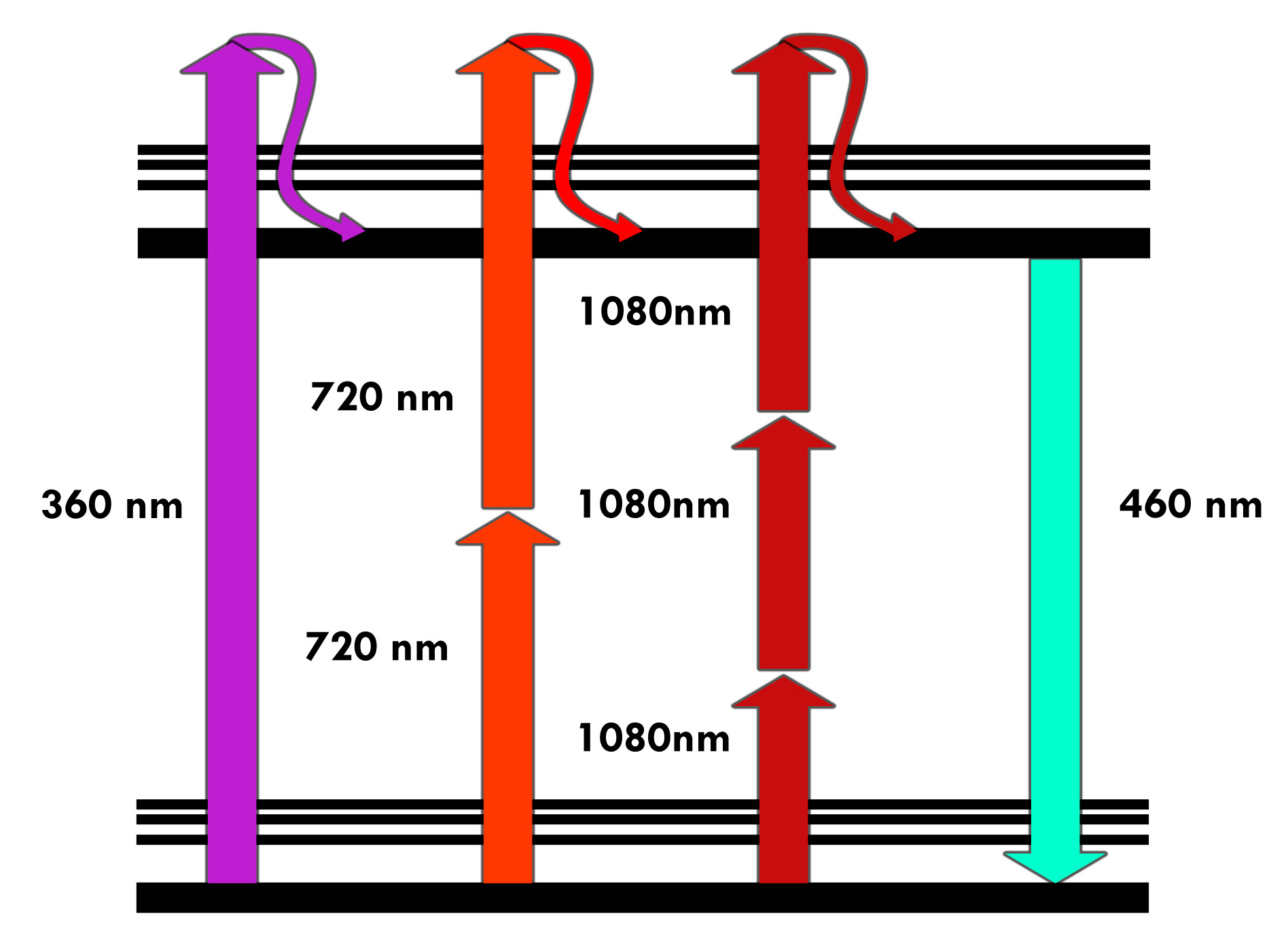
Representació esquemàtica dels nivells d'energia (diagrames de Jabłoński) del procés de fluorescència, exemple d'un colorant fluorescent que emet llum a 460 nm. S'absorbeixen un (morat, 1PEF), dos (vermell clar, 2PEF) o tres (vermell fosc, 3PEF) per emetre un fotó de fluorescència (turquesa).

Esquema d'un microscopi de dos fotons.

L'excitació de dos fotons empra l'absorció de dos fotons, un concepte descrit per primera vegada per Maria Goeppert Mayer (1906–1972) a la seva tesi doctoral el 1931, i observat per primera vegada el 1961 en un cristall CaF₂:Eu2+ mitjançant excitació làser de Wolfgang Kaiser. Isaac Abella va demostrar l'any 1962 en vapor de cesi que és possible l'excitació de dos fotons d'àtoms individuals.

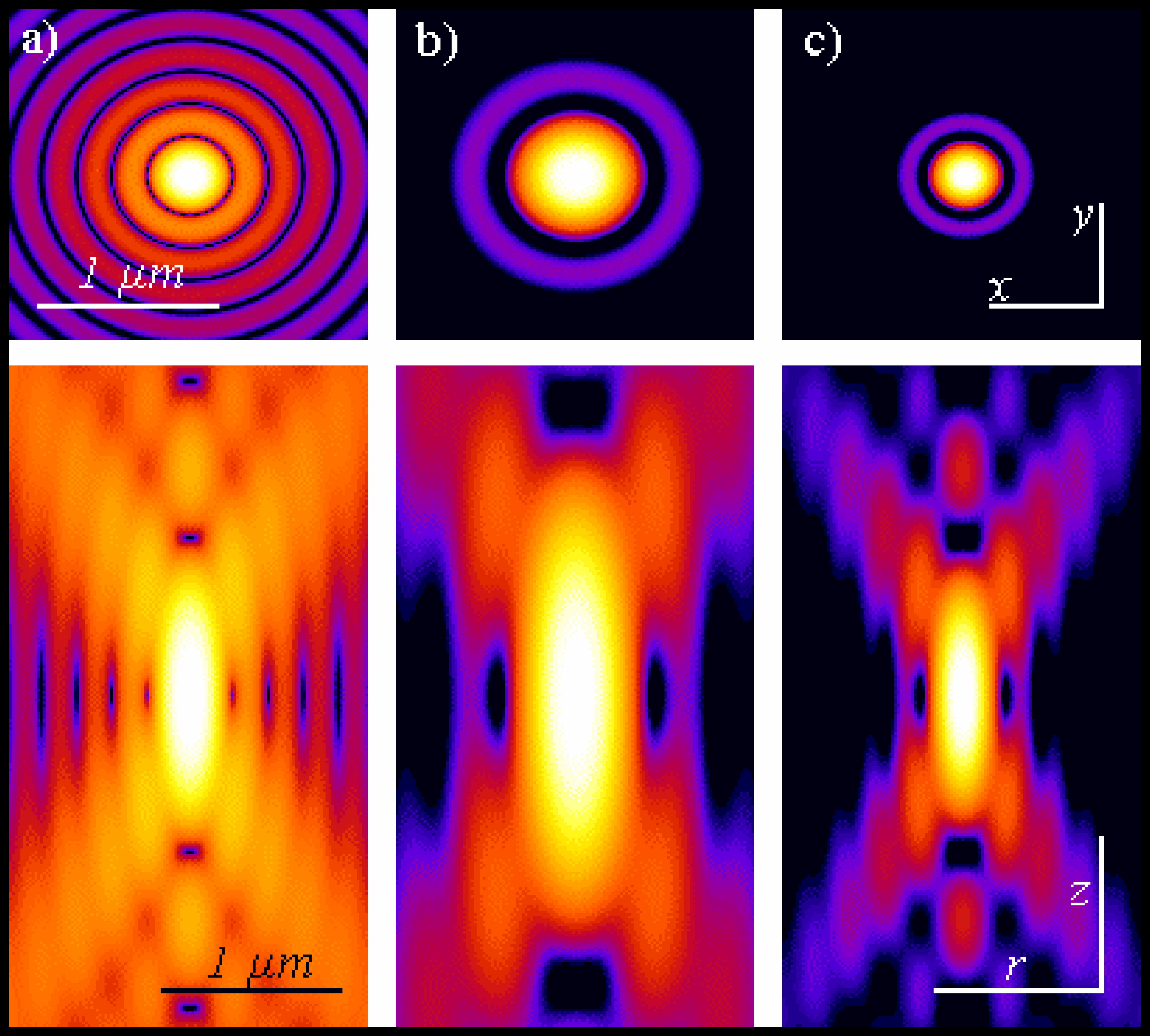
Resposta òptica d'una font puntual. D'esquerra a dreta: distribucions d'intensitat calculades xy (superior) i rz (inferior), amb escala logarítmica, per a una font puntual capturada mitjançant un camp ampli (a), 2PEF (b) i microscòpia confocal (c). El 2PEF i les formes confocals tenen una millor relació senyal-soroll que el camp ampli. La distribució de 2PEF és més gran a causa del fet que una longitud d'ona el doble que en el cas d'un camp ampli o confocal és responsable de la distribució d'intensitat. Aquestes distribucions d'intensitat també es coneixen com a funcions de dispersió de punts. Condicions òptiques: les longituds d'ona d'excitació són de 488 nm i 900 nm respectivament per a 1PEF i 2PEF; la longitud d'ona d'emissió és de 520 nm; l'obertura numèrica és d'1,3 amb un objectiu d'immersió en oli.

La microscòpia de fluorescència d'excitació de dos fotons té similituds amb altres tècniques de microscòpia làser confocal, com ara la microscòpia confocal d'escaneig làser i la microscòpia Raman. Aquestes tècniques utilitzen raigs làser enfocats escanejats en un patró ràster per generar imatges, i ambdues tenen un efecte de secció òptic. A diferència dels microscopis confocals, els microscopis multifotons no contenen obertures de forat que donen als microscopis confocals la seva qualitat de secció òptica. El seccionament òptic produït pels microscopis multifotònics és el resultat de la funció de dispersió del punt de l'excitació.
El concepte d'excitació de dos fotons es basa en la idea que dos fotons, d'energia fotònica comparablement inferior a la necessària per a l'excitació d'un fotó, també poden excitar un fluoròfor en un esdeveniment quàntic. Cada fotó transporta aproximadament la meitat de l'energia necessària per excitar la molècula. El fotó emès té una energia més alta (longitud d'ona més curta) que qualsevol dels dos fotons excitants. La probabilitat de l'absorció gairebé simultània de dos fotons és extremadament baixa. Per tant, normalment cal un flux màxim elevat de fotons d'excitació, generalment generat per làser polsat de femtosegons. Per exemple, la mateixa potència làser mitjana, però sense pols, no produeix una fluorescència detectable en comparació amb la fluorescència generada pel làser polsat mitjançant l'efecte de dos fotons. Els làsers d'excitació de longitud d'ona més llarga i menor energia (normalment infraroja) dels microscopis multifotons són molt adequats per utilitzar-los en imatges de cèl·lules vives, ja que causen menys danys que els làsers de longitud d'ona curta que s'utilitzen normalment per a l'excitació d'un sol fotó, de manera que es poden observar teixits vius. durant períodes més llargs amb menys efectes tòxics.